# Klin nad Bodrogom
Klin nad Bodrogom (Hongaars: Bodrogszög) is een Slowaakse gemeente in de regio Košice, en maakt deel uit van het district Trebišov.
Klin nad Bodrogom telt 214 inwoners.